# Adhuoljok Malual
Adhuoljok John Majak Malual (Roma, 14 novembre 2000) è una pallavolista italiana, opposto del Pinerolo.

## Biografia
Nasce a Roma il 14 novembre 2000 da genitori originari del Sudan del Sud.

## Carriera

### Club
Nella stagione 2016-17 gioca in Serie B1 per l'Argentario, squadra di Cognola, frazione di Trento, mentre per la stagione successiva passa al Club Italia in Serie A2 con la quale giocherà anche la stagione successiva ma in Serie A1. 
Nell'estate successiva veste i colori dell'Academy Sassuolo, con la quale gioca per due stagioni in Serie A2. Nel secondo semestre della stagione 2020-2021 e più precisamente nel gennaio 2021, lascia l'Academy Sassuolo per fare esperienza all'estero giocando la seconda parte della stagione nell'NCAA Division I per la Texas negli Stati Uniti d'America.
Rientra in Italia ingaggiata da Casalmaggiore con la quale resta per due stagioni prima di trasferirsi a Monza per vestire la maglia della Pro Victoria. Nella stagione 2024-25 è al Firenze, mentre in quella 2025-26 è al Pinerolo, sempre in Serie A1.

### Nazionale
Entra nel giro delle nazionali giovanili nel 2018 giocando per la nazionale under 19, con cui vince la medaglia d'oro al campionato europeo 2018, mentre l'anno successivo fa parte della nazionale under 20 vincendo una medaglia d'argento al Campionato mondiale 2019. 
Nel 2023 ottiene le prime convocazioni nella nazionale maggiore: nel 2025 vince la medaglia d'oro ai XXXII Giochi mondiali universitari.

## Palmarès

### Nazionale (competizioni minori)
- campionato europeo under 19 2018
- campionato mondiale under 21 2019
- Giochi mondiali universitari 2025